# Urs Schnyder (Schiedsrichter)
Urs Schnyder (* 17. April 1986) ist ein Schweizer Fussballschiedsrichter.

## Karriere
Schnyder debütierte im März 2015 in der höchsten Schweizer Liga beim Spiel FC Thun gegen die Grasshoppers. Seit 2018 ist er FIFA-Schiedsrichter und leitete seither vor allem internationale Spiele im Nachwuchsbereich. Im Juli 2020 fiel Schnyder in der Partie Thun gegen Xamax mit einem Sprint in der Nachspielzeit auf, in der er sogar die Xamax-Verteidigung überholte. Im November 2021 leitete Schnyder sein erstes Spiel in der UEFA Europa Conference League, Anorthosis Famagusta gegen KAA Gent. 2022 leitete er sein erstes Endspiel, als der FC St. Gallen auf den FC Lugano im Final des Schweizer Cups aufeinandertrafen.
Seit der zweiten Hälfte der Saison 2023/24 zählt er zur Gruppe der UEFA-First-Category-Schiedsrichter.

## Privates
Urs Schnyder ist promovierter Sportwissenschaftler und arbeitet neben seiner Schiedsrichterkarriere als Sportlehrer an einem Gymnasium.
Schnyder ist Frontmann der Doom-Metal-Band Preamp Disaster.